# テディ・ペンダーグラス
テディ・ペンダーグラス（英: Teddy Pendergrass、1950年3月26日 - 2010年1月13日）は、アメリカ合衆国のR&B歌手である。本名はセオドア・デリーズ・ペンダーグラス・ジュニア（英: Theodore DeReese Pendergrass Jr.）。

## 経歴
1970年代のブラック･ミュージック界で一世を風靡するフィラデルフィア・ソウルのトップスターであった。もともとはザ・キャデラックのドラマーだったが、ほどなくハロルド・メルヴィン&ザ・ブルー・ノーツに合流し、彼をリードボーカルに据え、既存のコーラス・グループザ･デルズを踏襲したスタイルで人気を博した。
1977年にアルバム『テディ・ペンダーグラス』でソロデビューした後は立て続けにヒット作品を生み出し続け、フィラデルフィア・インターナショナル（PIR）の看板ドル箱アーティストとして会社を牽引した。同時代のソウル・シンガーであるマーヴィン・ゲイやアル・グリーンと共にセックス・シンボル的な存在でもあった。
1979年発売の3rdアルバム『テディ』に収録されている「Do Me」は、日本においてはザ・ドリフターズが出演していたTBSのバラエティ番組「8時だョ!全員集合」内におけるコント「ヒゲダンス」で、この曲をベースラインにして作られたBGM（タイトルは『「ヒゲ」のテーマ』）が用いられたため特に有名であった（後述）。
1982年、ペンシルベニア州フィラデルフィアイーストフォールズでの自動車事故により四肢麻痺となったが、療養後に車椅子でステージに復帰し演奏活動を続けた。
2009年、結腸がんであることが判明して闘病生活を送ったが、2010年1月13日に亡くなった。59歳だった。

## 代表曲
- "Close the door"
- "Love T.K.O."

## ディスコグラフィ
- Teddy Pendergrass （1977）
- Life is a song worth singing （1978）
- Teddy （1979）
- Live! Coast to coast（1979）
- TP（1980）
- It's time for love （1981）
- This one's for you （1982）
- Heaven only knows （1983）
- Love language （1984）
- Workin' it back （1985）
- Greatest hits （1985）
- Joy （1988）
- Truly blessed （1991）
- A little more magic （1993）
- You and I （1997）
- The best of Teddy Pendergrass （1998）
- This Christmas(I'd rather have love) （1998）
- Greatest slow jams （2001）
- From Teddy,with love(Live) （2002）
- Love songs collection （2004）
- Satisfaction Guaranteed:The very best （2004）
- Essential Teddy Pendergrass （2008）
- Playlist:The very best of Teddy Pendergrass （2009）

## Do Me
1979年発売の3rdアルバム『テディ』に収録。同年にTBSテレビのバラエティ番組「8時だョ!全員集合」内におけるコント「ヒゲダンス」のテーマとして本曲のベースラインを抜き出したものが使用され、ヒゲダンスの大ヒットにより日本では大きな知名度を得ることになる。
このため日本での発売元であったCBS・ソニー（現：ソニー・ミュージックレーベルズ）は「Do Me」を日本独自にシングルカットし発売（06SP-464）、c/wは「TURN OFF THE LIGHTS（日本語訳：ライトを消して）」であった。権利の関係上「ヒゲダンス」とジャケットに記すことができず「子供から大人まで話題集中」とのキャッチコピーが添えられた。
なお「Do Me」を採用したのはザ・ドリフターズのメンバーであり、ソウルミュージックを好んで聴いていた志村けんの発案によるものである。